# Регіональна авіакомпанія
Регіональна авіакомпанія — загальна класифікація авіакомпаній, які зазвичай здійснюють регулярні пасажирські авіасполучення за допомогою регіональних літаків між аеропортами, де немає достатнього попиту або інфраструктури для залучення магістральних рейсів. У Північній Америці більшість регіональних авіакомпаній класифікуються як платні перевізники, які виконують свої прибуткові рейси як код-шерингові послуги, укладені з однією чи кількома великими авіакомпаніями-партнерами. Ряд регіональних авіакомпаній, особливо в 1960-х і 1970-х роках, також були відомі як сполучні авіакомпанії та класифіковані як такі в Офіційному довіднику авіакомпаній (OAG).

## Історія

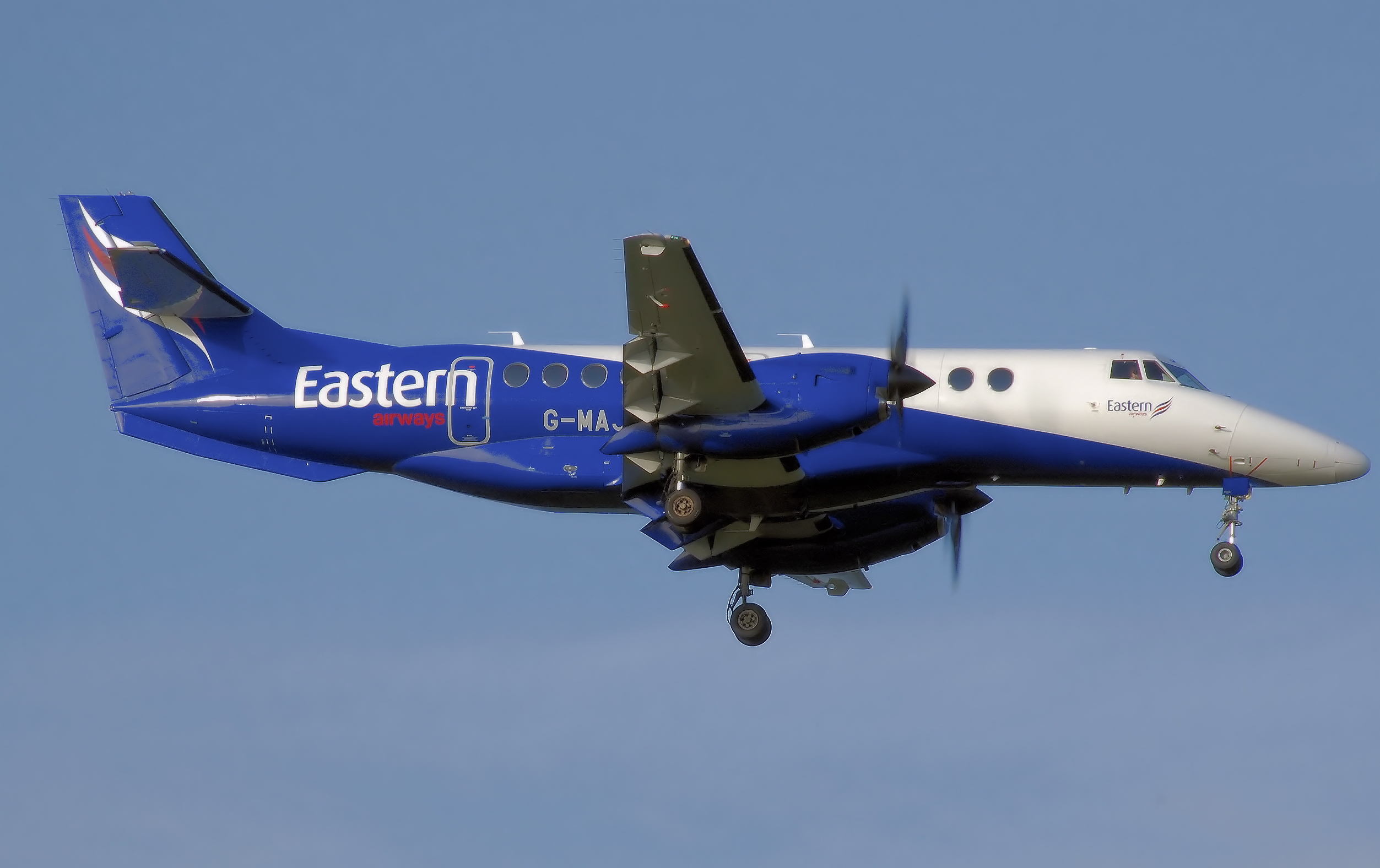
Літак British Aerospace Jetstream 41 британської регіональної авіакомпанії Eastern Airways

### Передумови
За десятиліття до появи реактивних авіалайнерів і високошвидкісних повітряних перевезень на великі відстані комерційна авіація була структурована подібно до мереж залізничного транспорту. У ту епоху технологічні обмеження аеронавігації та характеристик гвинтових літальних апаратів накладали суворі обмеження на потенційну тривалість кожного польоту; деякі маршрути займали менше 160 км.
Таким чином, авіакомпанії структурували свої послуги за маршрутами «точка-точка» з великою кількістю зупинок між терміналами відправлення та закінчення. Ця система повітряних перевезень фактично змусила більшість авіакомпаній бути «регіональними» за своєю природою, але відсутність різниці між перевізниками незабаром почала змінюватися із запуском у 1929 році авіакомпанії Transcontinental Air Transport (TAT) у Сполучених Штатах. Її «Lindbergh Line» стала першим безперервним повітряним сполученням в Америці від узбережжя до узбережжя, і це започаткувало нову еру великих авіакомпаній, які розширюють мережу з великою площею. Розробка літаків дальнього радіусу дії, якими керують такі флагманські перевізники, як British Overseas Airways Corporation і Trans-Canada Airlines, ще більше нормалізувала можливості «далеких» подорожей серед мандрівників.

### Раннє зростання
У міру того, як провідні перевізники зростали, щоб задовольнити попит на пасажирські перевезення на далекі відстані, нові та малі авіакомпанії знайшли ніші між короткими та недостатньо обслуговуваними маршрутами до головних аеропортів і з них до малозаселених напрямків. Протягом 1960-х і 1970-х років військові надлишки (зокрема, Douglas DC-3) були замінені більш продуктивними турбогвинтовими або реактивними моделями, такими як Fokker F27 Friendship і BAC One-Eleven. Це різко розширило діапазон регіональних авіакомпаній, спричинивши хвилю консолідації між авіакомпаніями, які тепер перетинаються.
У США регіональні авіакомпанії були важливою складовою частиною сучасної системи пасажирських авіаперевезень. Уряд країни заохочував створення регіональних авіакомпаній для надання послуг від невеликих громад до великих міст, де авіапасажири могли підключитися до більшої мережі.
Деякі з первинних регіональних авіакомпаній (тоді відомих як «Місцеві авіалінії»), які були санкціоновані Управлінням цивільної аеронавтики в 1940-х і 1950-х роках, включають:
- Allegheny Airlines
- Bonanza Air Lines
- Central Airlines
- Frontier Airlines
- Lake Central Airlines
- Mohawk Airlines
- North Central Airlines
- Ozark Airlines
- Pacific Air Lines
- Pacific Southwest Airlines
- Piedmont Airlines
- Southern Airways
- Southwest Airways (перейменована в Pacific Air Lines у 1958 році)
- Trans-Texas Airways
- West Coast Airlines

Жодна з цих авіакомпаній не вижила сьогодні; деякі авіакомпанії використовують ці назви сьогодні, але не є прямими спадкоємцями оригінальних авіакомпаній. Історія та дослідження регіональних авіаліній були опубліковані Смітсонівським інститутом преси в 1994 році під назвою «Приміські авіалінії Сполучених Штатів», авторами Р. Г. Девіса та І. Є. Квастлера.

### Епоха дерегуляції
З моменту прийняття Закону про дерегуляцію авіакомпаній 1978 року федеральний уряд США продовжує підтримувати сектор регіональних авіакомпаній, щоб гарантувати, що багато невеликих і ізольованих сільських громад залишатимуться підключеними до авіасполучення. Це заохочується програмою Essential Air Service, яка субсидує авіаперевезення невеликих населених пунктів і приміських центрів США з метою забезпечення цілорічного обслуговування.
Хоча регіональні авіакомпанії в Сполучених Штатах часто розглядаються як невеликі, не надто прибуткові «безіменні» дочірні компанії основних авіакомпаній, з точки зору доходу, багато з них можуть бути визнані основними авіаперевізниками на основі єдиного фактичного визначення «великої авіакомпанії» за визначенням Міністерства транспорту США. Це визначення ґрунтується виключно на річному доході, а не на будь-яких інших критеріях, таких як середня кількість місць у літаку, оплата пілота чи кількість літаків у флоті. У США прийнято неправильно пов'язувати розмір літака з визначенням Департаменту транспорту головної, національної та регіональної авіакомпанії. Єдиним наслідком є те, що Регіональна Асоціація Авіакомпаній, промислова торгова група, визначає «регіональні авіакомпанії» загалом як «…виконують регулярні авіалінії на короткі та середні відстані, що з'єднують невеликі громади з великими містами та сполучними вузлами. Флот авіакомпанії в основному складається з турбогвинтових літаків від 19 до 68 місць і регіональних реактивних літаків від 30 до 100 місць». Щоб було зрозуміло, у визначенні Міністерства транспорту великих, національних і регіональних авіакомпаній немає різниці за розміром літака. Визначення базується на доходах. Зіткнення визначень призвело до плутанини в ЗМІ та громадськості.

### 1990–2000-ті роки
Починаючи приблизно з 1985 року, стала очевидною низка тенденцій. Регіональні літаки стають більшими, швидшими та здійснюють польоти на більшій відстані. Крім того, переважна більшість регіональних авіакомпаній у США, які мають понад десять літаків у своєму флоті, втратили свою індивідуальність і тепер служать лише такими, що насичують основні рейси для головних хабів таких компаній як Alaska Airlines, American Airlines, Delta Air Lines або United Airlines. Регіональні літаки в США стають дещо комфортнішими завдяки додаванню кращих ергономічних салонів літаків і додаванню різних класів подорожей на борту цих літаків. Від невеликих, менш ніж 50-місних турбогвинтових «однокласних салонів», до турбовентиляторного регіонального реактивного обладнання, сучасні регіональні авіакомпанії пропонують літаки, такі як літаки серії CRJ700, CRJ900, CRJ1000 з більшою місткістю та дещо більшим фюзеляжем, наприклад Embraer E-Jets. Деякі з цих нових літаків здатні літати на більші відстані з рівнем комфорту, який конкурує з обладнанням регіональних авіаліній минулого та перевершує його. 
На початку 1990-х років було створено набагато більш досконалі турбогвинтові, економічні та зручні для пасажирів проекти заміни типу DC-3, такі як 19-пасажирський Embraer/FMA CBA 123 Vector та 34-місний Dornier 328, але вони не мали фінансового успіху, частково через економічний спад у авіаційній галузі внаслідок початку бойових дій, коли Ірак вторгся в Кувейт. Багато регіональних авіакомпаній, що експлуатують турбогвинтове обладнання, як-от регіональна дочірня авіакомпанія Delta Comair у США, взяли курс на повний обхід регіональних турбогвинтових двигунів, оскільки вони першими перейшли на реактивний регіональний реактивний парк. Меншою мірою в Європі та Великій Британії цей перехід, зокрема до моделей Embraer або Canadair, був значно просунутим до кінця 1990-х років. Ця еволюція до реактивного обладнання привела незалежні регіональні авіакомпанії до прямої конкуренції з великими авіакомпаніями, що призвело до додаткової консолідації.
Щоб покращити вихід на ринок, більші авіакомпанії- холдинги покладаються на операторів менших літаків, які надають послуги або додають частоту обслуговування деяких аеропортів. Такі авіакомпанії, які часто діють у код-шерингових угодах з основними авіакомпаніями, часто повністю перефарбовують  свій парк літаків у лівреї суб-бренду основної авіакомпанії. Наприклад, регіональний партнер авіакомпанії United Express CommutAir назвав весь свій флот United Express. З іншого боку, регіональна авіакомпанія Gulfstream International Airlines не брендує свої літаки. Colgan Air маркувала кілька літаків як Colgan Air, але більшість з них називалися Continental Connection, US Airways Express або United Express, з якими вони мали договірні угоди.

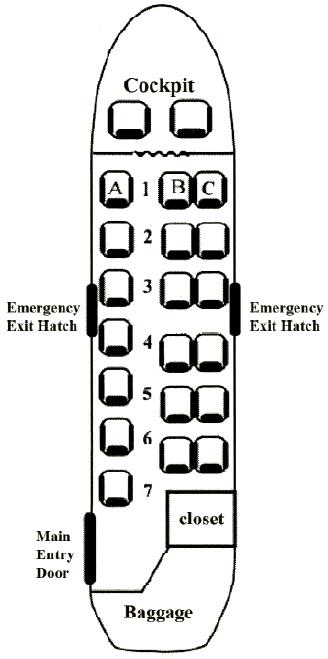
Типова карта місць меншого регіонального авіалайнера, яким часто літають регіональні авіакомпанії. Найменші літаки, що літають під такими марками та регіональними авіакомпаніями, можуть мати або не мати туалетів.

### В Україні
В Україні переважна більшість регіональних авіасполучень здійснюються з або до Києва (частіше — аеропорт «Бориспіль», рідше — «Київ-Жуляни»). У різний час на ринку регіональних, або внутрішніх, перевезень були присутні такі авіакомпанії як «Міжнародні авіалінії України», «Мотор Січ», «SkyUp», «Windrose», «Air Ocean», «Bees Airline».

## Бізнес-модель
Регіональні авіалінії 21-го століття зазвичай організовані одним із двох способів.

### Незалежна модель
Працюючи як незалежна авіакомпанія під власним брендом, здебільшого обслуговуючи невеликі та віддалені міста, для яких авіакомпанія є єдиним розумним сполученням із великим містом. Прикладами цього є PenAir, який сполучає віддалені Алеутські острови з Анкориджем на Алясці, і Mokulele Airlines, що працює на Гавайських островах.

### Платно-виїзна (контрактна) модель
Як дочірня авіакомпанія, яка укладає контракт із великою авіакомпанією, працює під її торговою маркою (наприклад, Endeavour Air виконує рейси під торговою маркою Delta Connection для Delta Air Lines), і виконує дві ролі: доставляє пасажирів до основних авіакомпаній-хабів із навколишніх містах і збільшення частоти обслуговування на магістральних маршрутах у періоди, коли попит не вимагає використання великих літаків, відомих як приміські рейси.
Французька авіакомпанія Air Alpes стала однією з перших у світі авіакомпаній, що перебувають у незалежній власності та під керуванням, яка змінила бренд своїх літаків, щоб вони відповідали бренду більшої авіакомпанії. Протягом 1974 року Air Alpes пофарбувала свої нещодавно поставлені регіональні реактивні літаки малої дальності в лівреї Air France .

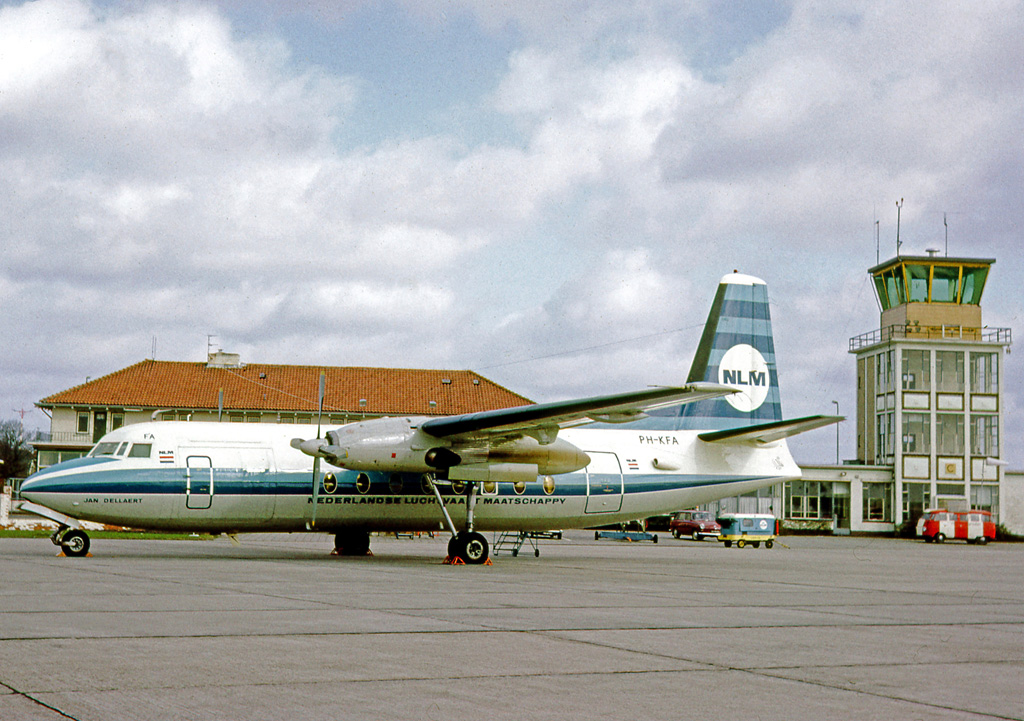
NLM Fokker F.27 Friendship у головній лівреї KLM Airlines, однак у початкових назвах NLM у Гронінгені в 1967 році. NLM була створена як дочірня компанія KLM з моменту заснування, а пізніше перетворилася на KLM Cityhopper. У 1976 році бортовий персонал за контрактом отримав можливість прийняти на роботу в KLM після певного періоду роботи в NLM.

Брендинг NLM у стилі KLM, однак, передує зусиллям Air France, хоча й на кілька років.
Успіх «ребрендингу» або «псевдобрендінгу» набагато меншої авіакомпанії із залученням назви набагато більшої незабаром став очевидним, коли кількість пасажирів Air Alpes різко зросла, і незабаром було вирішено пофарбувати інші літаки, такі як Fokker F-27 також у повних кольорах Air France.
Багато авіапасажирів вважають суб-брендинг дуже заплутаним, тоді як багато інших пасажирів авіакомпаній задоволені думкою, що вони перебувають на літаках магістральних або флагманських авіакомпаній, хоча насправді вони далекі від цього. Суб-брендинг досить узгоджений у всій авіаційній галузі США, у ньому беруть участь усі регіональні авіакомпанії, основні авіакомпанії та холдингові компанії регіональних авіаліній, а також холдингові компанії основних авіаліній.

## Актуальні бренди регіональних авіакомпаній
- Aer Lingus Regional
- Aeromexico Connect
- Air Canada Express
- Air Europa Express
- Air India Regional
- Air New Zealand Link
- Alaska Horizon
- AnadoluJet
- American Eagle
- Azul Conecta
- BA CityFlyer
- Cayman Airways Express
- Delta Connection
- Fiji Link
- HOP!
- Iberia Regional
- J-Air
- KLM Cityhopper
- LATAM Express
- Lufthansa Regional
- Moçambique Expresso
- PAL Express
- Porter Airlines
- QantasLink
- TAP Express
- Tunisair Express
- United Express
- Virgin Australia Regional Airlines
- WestJet Encore
- WestJet Link